# Lukovica pri Brezovici
Lukovica pri Brezovici – wieś w Słowenii, w gminie Log-Dragomer. W 2018 roku liczyła 492 mieszkańców.